# Малиновское сельское поселение (Приморский край)
Малиновское се́льское поселе́ние — сельское поселение в Дальнереченском районе Приморского края.
Административный центр — село Малиново.

## История
Статус и границы сельского поселения установлены Законом Приморского края от 7 декабря 2004 года № 190-КЗ «О Дальнереченском муниципальном районе»

## Население
| 2010  | 2011  | 2012  | 2013  | 2014  | 2015  | 2016  |
| ----- | ----- | ----- | ----- | ----- | ----- | ----- |
| 2512  | ↘2493 | ↘2410 | ↘2338 | ↘2273 | ↘2218 | ↘2153 |
| 2017  | 2018  | 2019  | 2020  | 2021  |       |       |
| ↘2110 | ↘2079 | ↘2031 | ↘1970 | ↘1930 |       |       |

## Состав сельского поселения
В состав сельского поселения входят 7 населённых пунктов:
| № | Населённый пункт | Тип населённого пункта       | Население |
| - | ---------------- | ---------------------------- | --------- |
| 1 | Ариадное         | село                         | ↘376      |
| 2 | Вербное          | село                         | ↘14       |
| 3 | Зимники          | село                         | ↘305      |
| 4 | Любитовка        | село                         | ↘328      |
| 5 | Малиново         | село, административный центр | ↘1104     |
| 6 | Пожига           | посёлок                      | ↘366      |
| 7 | Савиновка        | село                         | ↘19       |

## Местное самоуправление
Администрация
Адрес: 692116, с. Малиново, ул. 50 лет Октября, 30. Телефон: 8 (42356) 46-1-17
Глава администрации
- Степанян Каруш Мишаевич